# ストラテセック
ストラテセック（Stratesec、前 Securacom、 Burns and Roe Securacom) は、安全保障会社

## 基本情報
- 本部：ウッドクリフ・レイク（ニュージャージー州）[1]
- 代表：ワート・ウォーカー（Wirt Walker）[2]

## 沿革
- 1987年、設立
- 1993 - 2000年、マーヴィン・P・ブッシュ（Marvin P. Bush）：取締役着任。ジョージ・W・ブッシュは兄。[3]
- 1996 - 1998年、ワールド・トレイド・センターの電気に関する安全保障契約を結ぶ。[4]

- 1997年10月2日 - 2002年7月：アメリカン証券取引所上場[5]
  - 株式公開時の顧客リスト：ワシントン・ダレス国際空港、ヒューレット・パッカード、w:EDS、ユナイテッド航空、ジレット、w:MCI、ワールド・トレイド・センター、その他病院、刑務所、企業、公共事業、大学等[6]

- 1997年株式公開後、社名が抵触する為に Stratesec に変更。
- 2002年7月、筆頭株主ES Bankestへの支払いが不可能になりアメリカ証券取引所のリストを外れる。[7]

## 参照
1. ↑  “Securacom Inc. Announces Pricing of Initial Public Offering”. Business Wire. (1997年10月2日)
2. ↑  Margie Burns (2006年2月26日). “Alito helped Stratesec”
3. ↑  Margie Burns (2002年1月20日). “Security, Secrecy and a Bush Brother”. The American Reporter
4. ↑  Margie Burns (2005年2月15日). “Trimming The Bushes, Family Business at the Watergate”. The Washington Spectator
5. ↑  “Stock Market Watch”. CNNFN. (1997年10月2日)
6. ↑  “Securacom, Inc. Initial Public Offering Begins Trading on Amex”. PR Newswire. (1997年10月2日)
7. ↑  “Chantilly firm folds under factoring”. Washington Business Journal. (2003年9月26日)